# 七硫化二铼
七硫化二铼是一种无机化合物，化学式为Re2S7。它可由ReO4−与H2S在4 mol/L的HCl中反应制得。
{\displaystyle \mathrm {2\ KReO_{4}+7\ H_{2}S+2\ HCl\longrightarrow Re_{2}S_{7}+2\ KCl+8\ H_{2}O} }